# Scotognapha brunnea
Espèce
Scotognapha brunnea est une espèce d'araignées aranéomorphes de la famille des Gnaphosidae.

## Distribution
Cette espèce est endémique de Lanzarote aux îles Canaries,.

## Publication originale
- Schmidt, 1980 : Weitere Spinnen von den Kanaren. Zoologische Beiträge (N. F.), vol. 26, p. 329-339.